# اشمیتن
شمیتن (به آلمانی: Schmitten) یک منطقهٔ مسکونی در آلمان است که در هخ‌تاونوسکرایس واقع شده‌است. شمیتن ۸٬۸۹۱ نفر جمعیت دارد.